# Сергиевская (Волгоградская область)
Сергиевская — станица в Даниловском районе Волгоградской области. Административный центр Сергиевского сельского поселения.

## История
В XIX веке являлась административным центром Сергиевского юрта Усть-Медведицкого округа Области Войска Донского. В 1935—1959 — центр Комсомольского района.
История возникновения станицы Сергиевской.
До 1860 года здесь было две станицы: Заполянская и Орловская. Станица Сергиевская поселена на правой стороне реки Медведица. Донской краевед Андрей Александрович Кириллов 100 лет назад писал, что станица Сергиевская появилась в 1860 году. Станица Сергиевская своим происхождением обязана соединению этих двух станиц. Этому послужило следующее обстоятельство. Орловская станица занимала невыгодное местонахождение. С одной стороны заливалась во время весеннего половодья рекой Медведицей, с другой стороны заносилась сыпучими песками. Орловцы уговорили жителей Заполянской соединиться вместе, но с условием, что Орловская станица переселится на новое место. За разрешением были посланы ходоки в Санкт-Петербург. Было разрешено соединение этих двух станиц. Ходоки привезли план построения новой станицы. И решили назвать новую станицу Сергиевской в честь Великого князя Сергея Александровича родившегося 29 апреля 1857 года, четвёртого сына царя Александра 2. Спустя полстолетия его жизнь окончилась трагически. С 1891 года он являлся московским генерал-губернатором, жестоко преследовал всякое вольномыслие и 4 февраля 1905 года был убит террористом Иваном Коляевым. Значительная часть Орловской и Заполянской станиц переселилась на новое место, занимаемое в настоящее время. А поселения оставшиеся на старом месте были названы хуторами Заполянским и Орловским. В станице Сергиевской в 1876 году открылась школа а в 1881 году была построена деревянная круглая в пяти главах церковь во имя святой троицы. Наиболее распространёнными в этих станицах были фамилии: Ерохин, Болдырев, Заикин, Чирсков, Кузин, Рязанцев, Егупов и др. Многие из них произошли от прозвищ, которые получали казаки в зависимости от пофессии, внешнего вида, характера, происхождения. Болдыревы являлись потомками метиса, родившегося от казака и калмычки. Были в станицах Жалмеровы, чей предок происходил от солдатской вдовы. Сами за себя говорят фамилии Кузнецов, Швецов, музыкального предка имели Скрипкины.
Как и другие станицы, Сергиевская имела земельный юрт, в который входили пахотные земли, леса, луга. Каждый казак получал надел пахотной земли, через шесть лет производили передел по жеребьёвке.
В юрте станицы в древние времена росли дремучие леса. Однако впоследствии хищнической вырубки они быстро редели. До 1870 года у Сергиевской имелось 5229 десятин лесных угодий, а спустя четверть века осталось только 3493 десятины, и они продолжали катастрофически сокращаться.
В казачьих семьях сложился своеобразный быт. Нередки были большие семьи, вместе с родителями жили женатые сыновья. Главой такой семьи являлся отец или дед, он творил единолично суд и расправу. Важные дела решались на семейном совете. Одним из наиболее важных была женитьба сыновей. Известно, в 21 год казаку надо было идти на царскую службу. В доме должна остаться работница. Поэтому старались женить 12-15 летних подростков, а невест брали значительно старше. Старожилы рассказывали: «Бывало ведёт жена мужа за руку, а он за ней вприпрыжку и нос вытирает».
При заключении браков решающее значение имели родители, не считаясь с чувствами жениха и невесты. Особенно тяжела была судьба женщины-казачки. Уже с 13 лет её ограничивали самыми строгими приличиями. Внушали: не гляди в глаза мужчине-Бог счастья не даст! Да и не общалась она с чужими мужчинами. По будням сидела на крыльце с шитьём и убегала, увидев на улице молодого мужчину. Писать её не учили, чтобы не переписывалась с мужчинами. Конечно, молодые люди иногда всё же общались: по праздникам в церкви, на «сиделках» зимой.
Сложным ритуалом было сватанье. Невесту выбирали, чтобы была справная, работящая и смирная. Свадьбы устраивались в течение осеннего и зимнего мясоеда, когда почти не было сельскохозяйственных работ. Или весной, « на красную горку». Сперва устраивались смотрины с участием отца и жениха в доме невесты. Потом следовали рукобитие и сговор, дня за два до свадьбы_смотр приданого. После венчания в церкви устраивалась выпивка.
В старину молодая жена разувала при этом мужа, у него в правом сапоге была плётка. Казак бил плёткой по подушке, имея в виду жену. И действительно, в семье казачки жить было несладко. Поговаривали: «Баба одного боится-кулака», «И хороша жена легкомысленна, муж должен учить её».

## География
Станица находится в лесостепи, в пределах Хопёрско-Бузулукской равнины, являющейся южным окончанием Окско-Донской низменности, на правом берегу реки Медведицы. Высота центра населённого пункта около 90 метров над уровнем моря. Станица занимает относительно ровный участок, слабо наклонённый по направлению к реке Медведице. В пойме Медведицы - пойменные леса. На противоположном берегу реки расположен хутор Заполянский. Почвы - чернозёмы южные, в пойме Медведицы - пойменные слабокислые и нейтральные почвы.
К станице имеется подъездная автодорога от региональной автодороги, связывающей посёлок Даниловку и город Михайловку. По автомобильным дорогам расстояние до районного центра посёлка Даниловка — 19 км, до областного центра города Волгоград — 220 км.
Климат
Климат умеренный континентальный (согласно классификации климатов Кёппена — Dfa). Многолетняя норма осадков — 420 мм. Наибольшее количество осадков выпадает в июне — 49 мм, наименьшее в марте — 22 мм. Среднегодовая температура положительная и составляет + 7,0 °С, средняя температура самого холодного месяца января −9,1 °С, самого жаркого месяца июля +22,4 °С.
Часовой пояс
Сергиевская, как и вся Волгоградская область, находится в часовой зоне МСК (московское время). Смещение применяемого времени относительно UTC составляет +3:00.

## Население
Динамика численности населения по годам:
| 1873 | 1897 | 1915 | 1939 | 1987  | 2002 |
| ---- | ---- | ---- | ---- | ----- | ---- |
| 536  | 1274 | 1011 | 1495 | ≈1400 | 1264 |

| 2010 |
| ---- |
| 1052 |

## Известные жители и уроженцы
- Автономов, Николай Петрович — религиозный деятель.